# 더 미드나잇 로맨스
더 미드나잇 로맨스는 대한민국의 음악 그룹이다. 2020년 싱글 앨범 [THE MIDNIGHT ROMANCE]로 데뷔했다.

## 음반
- THE MIDNIGHT ROMANCE (2020)
- 떠돌이 (2020)
- ON MY OWN (2020)
- Nightmare (2020)
- I Don’t Want To Live Without You (2020)